# Luca Bucci
Luca Bucci (Bologna, 1969. március 13. –) olasz válogatott labdarúgó.

## Pályafutása

### Klubcsapatban
Pályafutása során számos csapatban megfordult, de ezek közül kiemelkedik a Parma és a Torino. Előbbinek négy alkalommal (1986–,87 1988–90, 1993–97, 2005–08), utóbbinak pedig 1997 és 2003 között 160 mérkőzésen védte a kapuját. A Parmaval 1993-ban UEFA-szuperkupát, 1995-ben UEFA-kupát nyert.

### A válogatottban
1994 és 1995 között 3 alkalommal szerepelt az olasz válogatottban. Részt vett az 1994-es világbajnokságon, ahol bejutottak a döntőbe és az 1996-os Európa-bajnokságon.

## Sikerei, díjai
Reggiana
- Olasz másodosztály (1): 1992–93

Parma
- UEFA-kupa (1): 1994–95
- UEFA-szuperkupa (1): 1993
- Olasz kupa döntős (1): 1994–95
- Olasz szuperkupa döntős (1): 1995
- Kupagyőztesek Európa-kupája döntős (1): 1993–94

Torino
- Olasz másodosztály (1): 2000–01

Olaszország
- Világbajnoki döntős (1): 1994

## Külső hivatkozások
- Luca Bucci adatlapja a National-Football-Teams.com oldalon (angolul)

- Luca Bucci (angol nyelven). FootballDatabase.eu
- Luca Bucci (angol nyelven). eu-football.info
- Luca Bucci (olasz nyelven). figc.it, FIGC. [2015. május 24-i dátummal az eredetiből archiválva]. (Hozzáférés: 2018. február 19.)